# Perseguição aos albinos
A perseguição aos albinos é baseada na crença que poções que utilizam partes dos corpos dos albinos podem transmitir poderes mágicos. Tal superstição é especialmente presente na região dos Grandes Lagos Africanos, e tem sido promovida e explorada por feiticeiros e por outros que usam partes dos corpos em ingredientes, rituais, assassinato ritual e poções, alegando que sua mágica irá trazer prosperidade para o usuário.
Como consequência, pessoas com albinismo tem sido perseguidas, mortas e desmembradas, e túmulos de albinos violados e desenterrados. Ao mesmo tempo, pessoas albinas tem sido ostracizadas e até mesmo assassinadas pela razão oposta, porque trariam má sorte. A perseguição a indivíduos com albinismo ocorrem principalmente em comunidades da África Subsariana, em especial no Leste Africano.
O albinismo é uma condição genética bastante rara, e, a nível mundial, afeta uma a cada vinte mil pessoas. Embora rara no resto do mundo, o albinismo é consideravelmente comum na África Subsariana, como resultado da consanguinidade. Ambos os pais, que não necessariamente são albinos, pode carregar os genes e afetar a criança. O albinismo ocorre tanto em homens como mulheres e não é algo específico de qualquer raça ou grupo étnico. Estatísticas provam que cinquenta por cento dos albinos na Tanzânia tem algum parente com a mesma condição, embora muitos poucos compreendam ou são educados sobre as causas médicas e genéticas desse quadro. Muitos acreditam que é uma punição de Deus ou azar, e que sua "doença" pode ser contagiosa, o que geralmente é a visão de muitos membros ou médicos e profissionais da sua comunidade.  Esses equívocos, culpa da falta de educação, é um dos motivos do porquê de tamanha perseguição aos albinos. A brecha causada pelo desconhecimento abre portas para que supersticiosos da feitiçaria tomem lugar dos fatos médicos e científicos na cultura popular africana, dificultando em muito a integração social dos albinos. Cerca de noventa e oito por cento das pessoas com albinismo morrem na faixa etária de quarenta anos por razões que poderiam ser facilmente evitadas.

## Estatísticas sobre a perseguição aos albinos
Um relatório lançado em 1 de abril de 2014 em Dar es Salaam, Tanzânia, pela instituição canadense Under the Same Sun, intitulado "Relatório dos Ataques de Pessoas com Albinismo", documenta dados de 180 países e lista 129 assassinatos e 181 outros ataques, todos eles ocorrendo em 23 países africanos. Os ataques incluem mutilação, violência e violação das tumbas.

### Tanzânia
Na Tanzânia, um albino nasce em cada 1429 nascimentos, um índice muito maior que em qualquer outra região. De acordo com Al-Shymaa Kway-Geer, uma representante albina do parlamento, existem oficialmente 6977 albinos registrados na Tanzânia. Entretanto, acredita-se que existem mais ou menos 17000 não documentados. Certos albinos migraram para Dar es Salaam e região, pois se sentem mais seguros na zona urbana. É considerado que a Tanzânia tem a maior população de albinos da África. Os albinos são especialmente perseguidos em Shinyanga e Mwanza, ondem feiticeiros tem promovido a crença das propriedades mágicas dos albinos. Existem vários preconceitos provenientes da falta de educação, como por exemplo pais que suspeitam que a mãe do albino teve casos extraconjugais com um homem branco ou que a criança é um fantasma de um colonialista europeu. Isso pode causar bastante tensão em famílias e relações. Uma criança albina é muitas vezes vista como mau presságio e é tratada como alguém indesejável. Muitos bebês albinos são vítimas de infanticídios graças a essas superstições.

### Malaui
Depois de 2015, quando a Tanzânia tomou providência contra a violência aos albinos, em Malaui teve um forte aumento na matança de albinos, sendo reportado 18 assassinatos desde 2014, e possivelmente os números sejam maiores se considerados os casos de pessoas desaparecidas e homicídios não reportados. O presidente Peter Mutharika prometeu analisar a situação.

### Em outros países africanos
Em junho de 2008 assassinatos foram reportados na vizinha Quênia e possivelmente na República Democrática do Congo.
Em outubro de 2008, a Agence France-Presse denunciou a expansão dos assassinatos de albinos em Ruyigi, região de Burúndi.  Partes dos corpos das vítimas são então contrabandeados para a Tanzânia onde são usados por feiticeiros em rituais e poções.
Em 2010 casos também foram noticiados em Essuatíni.

## Origem do mito e superstição da perseguição aos albinos
Rituais africanos e crenças espirituais sobre o albinismo acabaram ocasionando a morte e ataques de homens, mulheres e especialmente crianças inocentes. Essas crenças estão presentes em várias gerações, mas apenas recentemente feiticeiros tem ensinado ideias precipitadas sobre a promessa de sucesso financeiro e poder quando cabelos e membros de albinos são usados em poções de feitiçarias. Isso acabou ganhando repercussão nacionalmente e internacionalmente ao serem reportados como crimes aos direitos humanos. "Infanticídios, sequestros, amputações e decapitações, cometidos com o propósito de suprir altas demandas de procura de partes dos corpos de albinos que são usados em amuletos, os quais são vendidos em mercados negros de feitiçaria." Como consequência, isso causa grande preocupação entre a população albina, que devem ser protegidos e muitas vezes vivem em um estado de reclusão apenas para protegerem suas próprias vidas e prevenirem de serem caçados como animais.
Em 2010, o congressista estadunidense Gerry Connolly introduziu uma legislação para proteger albinos e incentivar governos locais a se mobilizarem para prevenir a matança, alegando que "Com a ajuda deles e com a aprovação dessa resolução, talvez nós podemos dar ao fim a esses terríveis e hediondos crimes."
Fica evidente que "os principais motivos por de trás desses tipos de crime são a ignorância, o mito e a superstição, como a crença que indivíduos com albinismo possuem superpoderes ou que seus corpos podem conceder fortuna e saúde." É de conhecimento comum que em muitas comunidades, predominantemente na Tanzânia e partes do leste africano, visões supersticiosas vem de crenças espirituais antigas e são reforçadas por feiticeiros que praticam por séculos práticas ritualísticas e crenças míticas. Isso cria um sério risco a albinos já que as pessoas acreditam que consumir seus corpos irá trazer sucesso financeiro, poder ou saúde dependendo das várias interpretações. Forças governamentais alegam que esses restos de corpos são vendidos pelo equivalente a 75 mil dólares no mercado negro. Portanto, ocorreram vários assassinatos de albinos nas últimas décadas especialmente em Burundi e Tanzânia, onde em 2007 mais de 70 casos de homicídios foram documentados, além de 150 casos de violações de tumbas. Atualmente é seguro apontar que mais de 100 casos de mortes acontecem anualmente, com baixíssimas taxas de condenação, e albinos continuam a ter seus membros arrancados, deixando muitos deles aleijados ou severamente mutilados, e durante o processo sofrem torturas sem qualquer remorso.

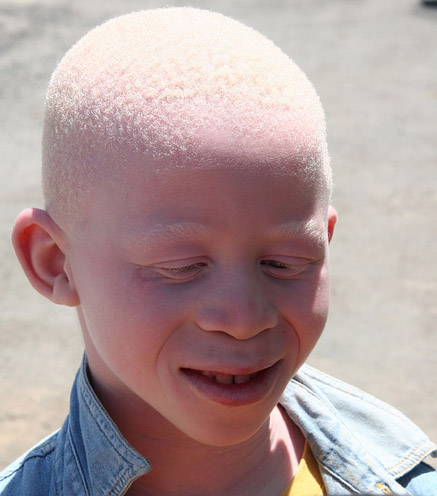
Uma criança africana com albinismo

Esse tratamento a albinos tem potencialmente causado traumas e estresses excessivos nas suas vidas diárias, que já são impactadas  pelas suas condições, colocando os albinos em constante estado de inseguridade e desconfiança. De acordo Navi Pillay, a Alta Comissária das Nações Unidas pelos Direitos Humanos, por causa da exclusão social e educacional, muitos albinos não tem meios para viver uma vida produtiva. Existe também a crença que albinos tem cérebros menos desenvolvidos e são incapazes de raciocinarem da mesma forma que "pessoas normais". Dessa maneira, a habilidade em aprender sofre bastante deficiência graças ao fato que cem porcento dos albinos sofrerem de alguma deficiência visual, e não recebem ajuda educacional para suprir esse problema, como fundos para apoiar crianças com visão limitada. Isso acaba causando bullying, exclusão de grupos, perda de auto-estima e confiança, juntamente como doenças emocionais e mentais em consequência da rejeição da sociedade e até mesmo da família que carregam mitos supersticiosos sobre albinos. É sabido que independente da visão religiosa e espiritual de cada um, uma pessoa inda terá a visão preconceituosa sobre albinos no leste africano, e ainda alguns carregam a ideia que os albinos devem ter menos direitos que os animais. Dessa maneira, casas e escolas específicas para albinos, como a Buhangija Albino School, foram criadas como portos seguros para o aprendizado, crescimento e residências permanentes. Muitas crianças apresentam medo em retornar para suas famílias, acreditando que podem ser mortas até mesmo por parentes próximos. Um exemplo importante é a Ilha Ukerewe, fornecendo um lar para uma comunidade de 62 albinos, a maioria para se manter reclusos e longes de caçadores de albinos.
As Nações Unidas reportaram na resolução 23/13 de 13 junho de 2013 que os albinos são frequentemente considerados como "fantasmas e não seres humanos, que podem ser varridos do mapa." Eles são muitas vezes perseguidos como demônios ou pessoas que carregam mau agouro ou sofrem de uma maldição. Em algumas comunidades se acredita que "o contato com eles irá acarretar em má sorte, doença ou morte." Dessa maneira, essa discriminação e perseguição causa um bullying grave em crianças, exclusão e abandono, algumas vezes até sem mesmo sem perseguição física.
Outro mito que põe em risco aos albinos é a crença que "intercurso sexual com mulheres e crianças com albinismo pode curar a AIDS." O sacrifício de albinos também acontece para "apaziguar o deus da montanha" quando o medo de uma erupção vulcana é possível, e acredita-se que puxar os cabelos dos albinos pode trazer boa sorte. Também foi reportado que mineiros "usam ossos de pessoas com albinismo como amuletos ou enterram eles onde estão escavando para achar ouro." Os ataques usualmente resultam na morte ou mutilação severa do albino, que de acordo com o Conselho dos Direitos Humanos em "alguns casos envolve tráfico de órgãos, de pessoas e venda de crianças, infanticídio e abandono de menores.

## Ações contra a perseguição
Com a grande escala de homicídios, o presidente tanzaniano Jakaya Kikwete publicamente condenou os feiticeiros, seus ajudantes e intermediários, além de seus clientes, que incluem membros da força policial, por seus assassinatos. As vítimas incluem tráfico de crianças. Os assassinos e seus cúmplices usam o cabelo, braços, pernas, pele, olhos, genitais e sangue nos rituais ou para poções de feitiçaria.
A Alta Comissária das Nações Unidas pelos Direitos Humanos publicou uma preliminar a respeito da discriminação que tem diretamente atingido pessoas com albinismo. Essa preliminar foi submetida no Conselho de Resolução dos Direitos Humanos 21/13 de 13 de junho de 2013. É reforçado que "os estados devem adotar medidas específicas para proteger e preservar os direitos a vida e segurança de pessoas com albinismo, como também o direito de não serem submetidos a tortura e tratamentos inumanos, e garantir o acesso a planos de saúde decentes, empregos, educação e justiça." A discriminação aos albinos é geralmente realizada por membros da família e parentes já no nascimento, e tratamento inumano pela sociedade em geral é amplamente disseminado já que existem questões graves de exclusão social e estigma. A resolução 23/13 explica que o Conselho de Direitos Humanos está preocupado em relação aos "ataques contra pessoas albinas." Por conta disso, o Conselho encoraja que a Alta Comissária dos Direitos Humanos das Nações Unidas tome providências. Navi Pillay é a atual Alta Comissária das Nações Unidas pelos Direitos Humanos. Por ser a representante, em 11 de março de 2014 ela encomendou uma análise que recapitula todos os aspectos da discriminação contra pessoas com albinismo e as possíveis medidas para mudar o desenvolvimento das ações em favor da proteção de albinos. "Pessoas com albinismo devem ter o direito de viver sem medo ou insegurança, discriminação, exclusão social, assassinatos e desmembramentos." O combinado de análises foi publicado em 13 de março de 2014 para ter uma visão geral da situação atual sobre os albinos que vivem em constante medo de serem mortos ou capturados para propósitos de se tornarem ingredientes para feiticeiros que tem a crença das potencias propriedades mágicas de seus cabelos e membros.
Um ponto chave é mudar a educação pública para encorajar que as pessoas não tenham mais estigma social em relação aos albinos, em uma sociedade que não entende completamente que o albinismo não é uma maldição ou uma característica fantasmagórica, e sim simplesmente uma condição de pele. No Zimbábue os albinos tem recebido o nome de "sope", o que indica que estão possuídos por demônios malignos, e na Tanzânia eles são conhecidos como "nguruwe" que significa 'porco', ou "zeru" que tem o significado de 'fantasma'. A preliminar discute que "as mais sérias violações de direitos humanos que os albinos tem que lidar são primariamente os sacrifícios e os ataques que estão submetidos." Também é incluído recomendações da comunidade internacional e para estados membros agirem na proteção dos albinos.
Under the Same Sun é liderado pelo ativista Peter Ash, sendo uma organização que tem como objetivo proteger albinos da perseguição e que fez um discurso no Conselho do Direitos Humanos na vigésima terceira sessão em 7 de junho de 2013 ao lado da East and Horn of Africa Human Rights Defenders project (EHAHRDP). Seu discurso atesta:
"Hoje desejamos denunciar uma desconhecida mas séria violação dos direitos humanos que tem sido perpetuadas contra pessoas albinas em muitas nações africanas. Minha ONG, Under the Same Sun, pôs em evidência os ataques e assassinatos de 207 pessoas com albinismo em 16 nações africanas. A maioria das vítimas são crianças. Da Tanzânia a Burúndi no leste, da Nigéria a Costa do Marfim no oeste, e da África do Sul a Suazilândia no sul, pessoas que nascem com essa mutação genética vivem em eterno medo todos os dias. Existe um lucrativo mercado negro interessado nas partes dos corpos dos albinos para realizar uma medicina macabra. As mãos, braços ou qualquer órgãos dos albinos são combinados em outros ingredientes e vendidos por milhares de dólares: U$3000 para pelas mãos ou U$10000 pelo corpo inteiro. Algumas vezes as partes dos corpos são até mesmo traficados em outras fronteiras. Nós enseiamos que um dia pessoas albinas consigam seu lugar de direito em todos os setores da sociedade africana e que em tais dias essas discriminações sejam um pesadelo passado. Até isso, nós apelamos para o Conselho para criar uma resolução condenando esses atos de violência e discriminação contra pessoas com albinismo e solicitamos a OHCHR ou o Comité Consultivo tomar frente nas iniciativas no estudo de tais violações. Como Edmund Burke apontou: "Tudo que é necessário para que o mal prevaleça é que homens bons não façam nada".

## Reação internacional
Depois que os homicídios de pessoas albinas por três homens tanzanianos foram publicamente denunciados pela BBC e outros, o Parlamento Europeu condenou severamente os assassinatos dos albinos na Tanzânia em 4 de setembro de 2008. Os congressistas da Casa Branca criaram a resolução 1088, introduzida por Gerry Connolly por 418 votos a favor e 1 contra, em 22 de fevereiro de 2010. A resolução condena os ataques e mortes; categorizando-os como violações dos direitos humanos, e que urge que os governos da Tanzânia e Burúndi tomem medidas emergências para tais casos e que conduzam campanhas nacionais de educação para combater tais superstições que motivam esses ataques violentos.